# Гататико
Гата̀тико (на италиански: Gattatico, на местен диалект Gatâtich, Гататик) е община в северна Италия, провинция Реджо Емилия, регион Емилия-Романя. Разположена е на 40 m надморска височина. Населението на общината е 5870 души (към 2013 г.).
Административен център на общината е селище Пратичело ди Гататико (Praticello di Gattatico).